# Marco Missiroli

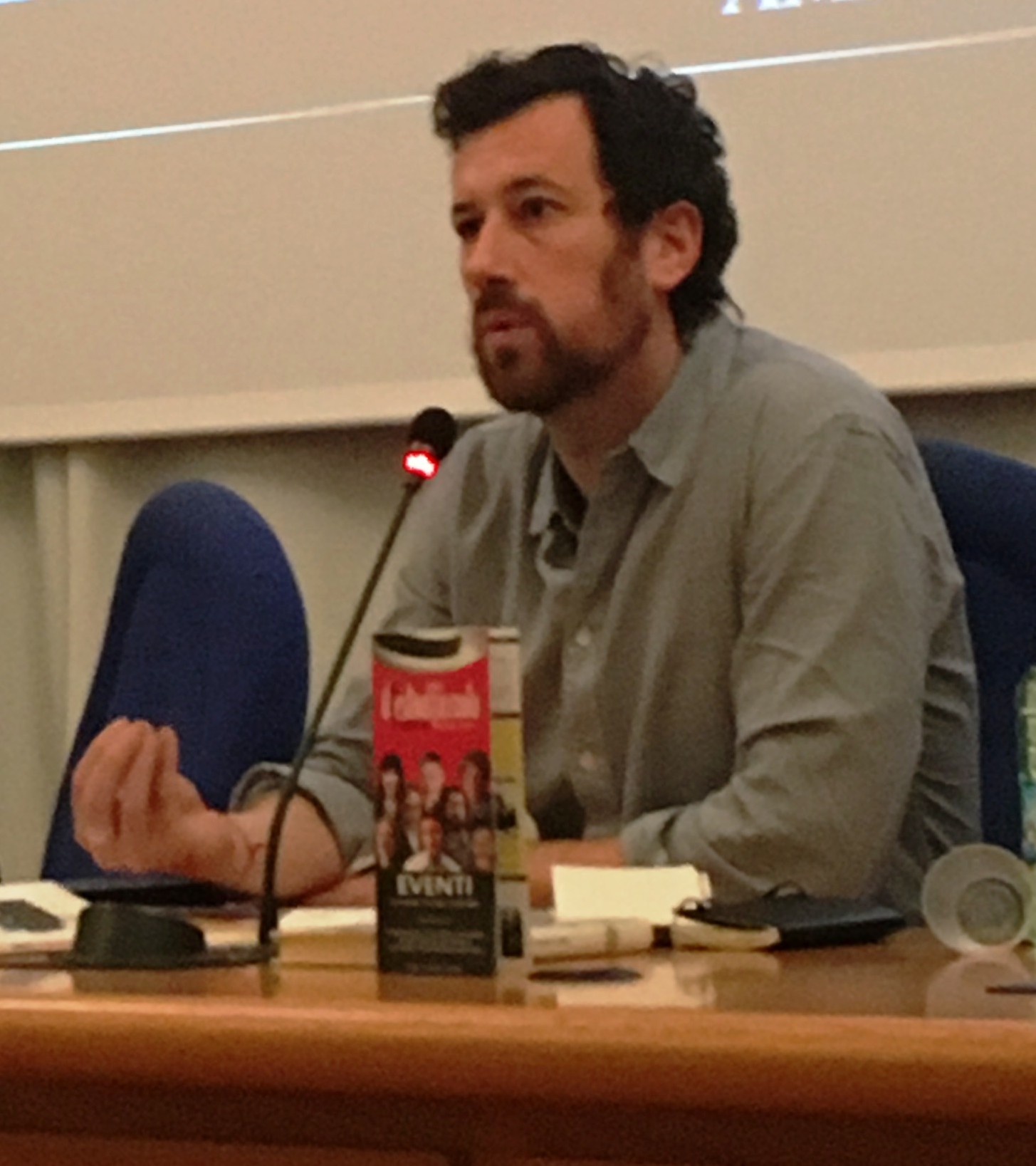
Marco Missiroli beim Chiara-Preis 2018

Marco Missiroli (geboren am 2. Februar 1981 in Rimini) ist ein italienischer Journalist und Schriftsteller.

## Leben

### Jugend und Ausbildung
Missiroli lebte bis zum Abitur in Rimini. Seine Mutter war Lehrerin. Er selbst hatte zunächst kein Interesse an Literatur, verbrachte seine Jugend mit Freunden an den Stränden von Rimini und las Comics. Das änderte sich nach eigenen Angaben im Alter von 20 Jahren mit der Lektüre des Buches Io non ho paura von Niccolò Ammaniti. An der Universität Bologna studierte er Kommunikationswissenschaften. Umberto Eco war einer seiner Mentoren. Missiroli machte seinen Studienabschluss 2005. Titel seiner Abschlussarbeit war: L'oggetto culturale nell'industria italiana. Il caso del Signor M. ovvero i criteri di pubblicazione di un libro (deutsch: Das Kulturobjekt in der italienischen Industrie. Der Fall des Herrn M. oder Kriterien für die Veröffentlichung eines Buches).

### Schriftsteller
Der Debütroman Senza Coda (deutsch: Schwanzlos) erschien 2006. Er erzählt von einer Kindheit, die von der Erwachsenenwelt mit Unterdrückung und Gewalt gequält wird und in nachdenklicher Reife endet. Der Roman wurde 2017 vom Verlag Feltrinelli als Taschenbuch neu aufgelegt.
Der Verlag Guanda veröffentlichte drei Romane. 2007 kam der Roman Il buio addosso (deutsch: Die Dunkelheit auf dem Leib) heraus. Darin geht es um ein hinkendes Mädchen, das im Dorf geächtet wird, weil dort im Namen Gottes nur die körperlich und geistig Gesunden geduldet werden. Ihr Vater versteckt sie und rettet sie so vor der drohenden Hinrichtung. Doch das Mädchen möchte die Welt entdecken und erfährt ein Geheimnis, das das Dorf verändert. Der Roman Bianco (deutsch: Weiß) von 2009 erzählt über Liebe, Hass, Erinnerung und das Alter. Im Roman Il Senso dell'elefante (deutsch: Das Lächeln des Elefanten) von 2012 wacht der ehemalige Priester Pietro als Hausmeister über ein Gebäude, zu dessen Bewohnern er eine geheimnisvolle Beziehung hat. Ein Buch über Liebe und Verrat.
Bei Feltrinelli ist 2015 der Roman Atti osceni in luogo privato (deutsch: Obszöne Handlungen an privaten Orten) erschienen. Der Roman wurde zum Bestseller.
2019 kam der Roman Fedeltà (deutsch: Treue) im Verlag Einaudi heraus. Der Roman, der bereits in 30 Ländern übersetzt wurde, gewann den Premio Strega Giovani 2019. Er war bei den fünf Finalisten für den Premio Strega 2019. Die Filmrechte wurden für die Produktion einer TV-Serie an Netflix verkauft.

### Dozent
Missiroli war Dozent bei Oblique, einer Agentur für Schriftsteller. An der Scuola Holden, einer privaten Schule für literarisches Schreiben in Turin, unterrichtet er zum Thema Erzählstruktur.

### Journalist
Missiroli lebt in Mailand. Er ist Chefredakteur der Psychologiezeitschrift Riza und schreibt für den Kulturteil des Corriere della Sera und für Vanity Fair. Außerdem arbeitet er für Rai Radio 2.

## Zitat
“Writing is the construction of a new world and it cannot be mere venting or psychoanalysis, otherwise it would end up in diaries.” (deutsch: Schreiben ist das Aufbauen einer neuen Welt und kann nicht nur Ventil oder Psychoanalyse sein, sonst würden nur Tagebücher dabei entstehen.)

Marco Missiroli in einem Interview auf dem EU – China International Literary Festival

## Werke

### Romane
- Senza coda. Fanucci, Rom 2005, ISBN 978-88-347-1129-3. Senza coda. Feltrinelli, 2017, ISBN 978-88-07-88904-2.
- Il buio addosso. Guanda, Mailand 2007, ISBN 978-88-235-1674-8.
- Bianco. Guanda, Mailand 2009, ISBN 978-88-235-1586-4.
- Il senso dell'elefante. Guanda, Mailand 2012, ISBN 978-88-235-1533-8.
  - Das Lächeln des Elefanten. List, Berlin 2013, ISBN 978-3-471-35089-8. Aus dem Italienischen von Esther Hansen.
- Atti osceni in luogo privato. Feltrinelli, Mailand 2015, ISBN 978-88-07-88767-3.
  - Obszönes Verhalten an privaten Orten. Tropen, Stuttgart 2017, ISBN 978-3-608-50343-2. Aus dem Italienischen von Michael von Killisch-Horn.
- Fedeltá. Einaudi, Turin 2019, ISBN 978-88-06-24017-2.[10][11]
  - Treue. Klaus Wagenbach, Berlin 2021, ISBN 978-3-8031-3330-4. Aus dem Italienischen von Esther Hansen.
  - Das Buch wurde in ca. 30 Sprachen übersetzt.

### Erzählungen
- Scusate tutti. Guanda, Mailand 2014, ISBN 978-88-235-1006-7.

### Texte in Anthologien
- Sette e mezzo. In: Chiara Belliti, Pierfrancesco Pacoda (Hrsg.): Dodici passi. Cairo editore, Mailand 2007, ISBN 978-88-6052-082-1.
- Mio padre. In: Sandro Veronesi (Hrsg.): Smash. 15 racconti di tennis. La Nave di Teseo, Mailand 2016, ISBN 978-88-934402-4-0.

## Auszeichnungen
- 2006 Premio Campiello für das Erstlingswerk Senza Coda.[12]
- 2008 Premio Insula Romana für Il buio addosso.[13]
- 2009 Premio Comisso für Bianco[14]
- 2009 Premio Tondelli für Bianco[15]
- 2010 Premio della Critica Ninfa-Camarina für Bianco[16]
- 2012 Premio Selezione Campiello für Il Senso dell'elefante
- 2012 Premio Nazionale Lucio Mastronardi der Stadt Vigevano für Il Senso dell'elefante[17]
- 2012 Premio Bergamo für Il Senso dell'elefante[18]
- 2015 Premio SuperMondello für Atti osceni in luogo privato[19]
- 2015 Premio Letterario d'Isola Elba für Atti osceni in luogo privato[20]
- 2019 Premio Strega Giovani für Fedeltá[21][22]
- 2019 Sigismondo d'Oro der Stadt Rimini[23]